# Улица Тимирязева (Казань)
Улица Тимирязева — улица в микрорайоне Соцгород, Авиастроительном (бывшем Ленинском) районе Казани. 
Проходит с востока на запад от улицы Копылова до улицы Челюскина, параллельно улицам ТЭЦевская и Лядова. Пересекается с улицами Копылова и Челюскина.

## История
Улица названа в честь Климента Аркадьевича Тимирязева (1843 — 1920) — русского естествоиспытателя-дарвинизма, одного из основоположников русской научной школы физиологов растений.
Появление улицы связано с развитием «Посёлка Орджоникидзе» (Соцгорода), возникшего в 1930-е годы в связи со строительством авиационного комбината («Казмашстроя»).
Улица Тимирязева, как и параллельные ей улицы Лядова и Белинского, по преимуществу застроена жилыми домами «сталинской архитектуры». Пространство между ними образует историческое ядро «Посёлка Орджоникидзе» (Соцгорода).
На углу улиц Тимирязева и Копылова (бывшей Ленинградской, ранее — Сталинградской) находится дом № 1 к. 2 (нумерация по улице Копылова), построенный в 1940 году.
Объекты исторической застройки с нумерацией по улице Тимирязева: дом № 4 (1941 года постройки), дом № 6 (1941 года постройки), дом № 8 (1952 года постройки), дом № 10 / 2 (2 / 10 по улице Челюскина) (1942 года постройки).
В 2007 году внутри исторически сформировавшегося комплекса был построен дом № 1 А..
Между улицами Тимирязева (с левой стороны от её проезжей части) и ТЭЦевская располагается парковая зона (в настоящее время заброшенная и частично застроенная), ранее известная как «Роща».

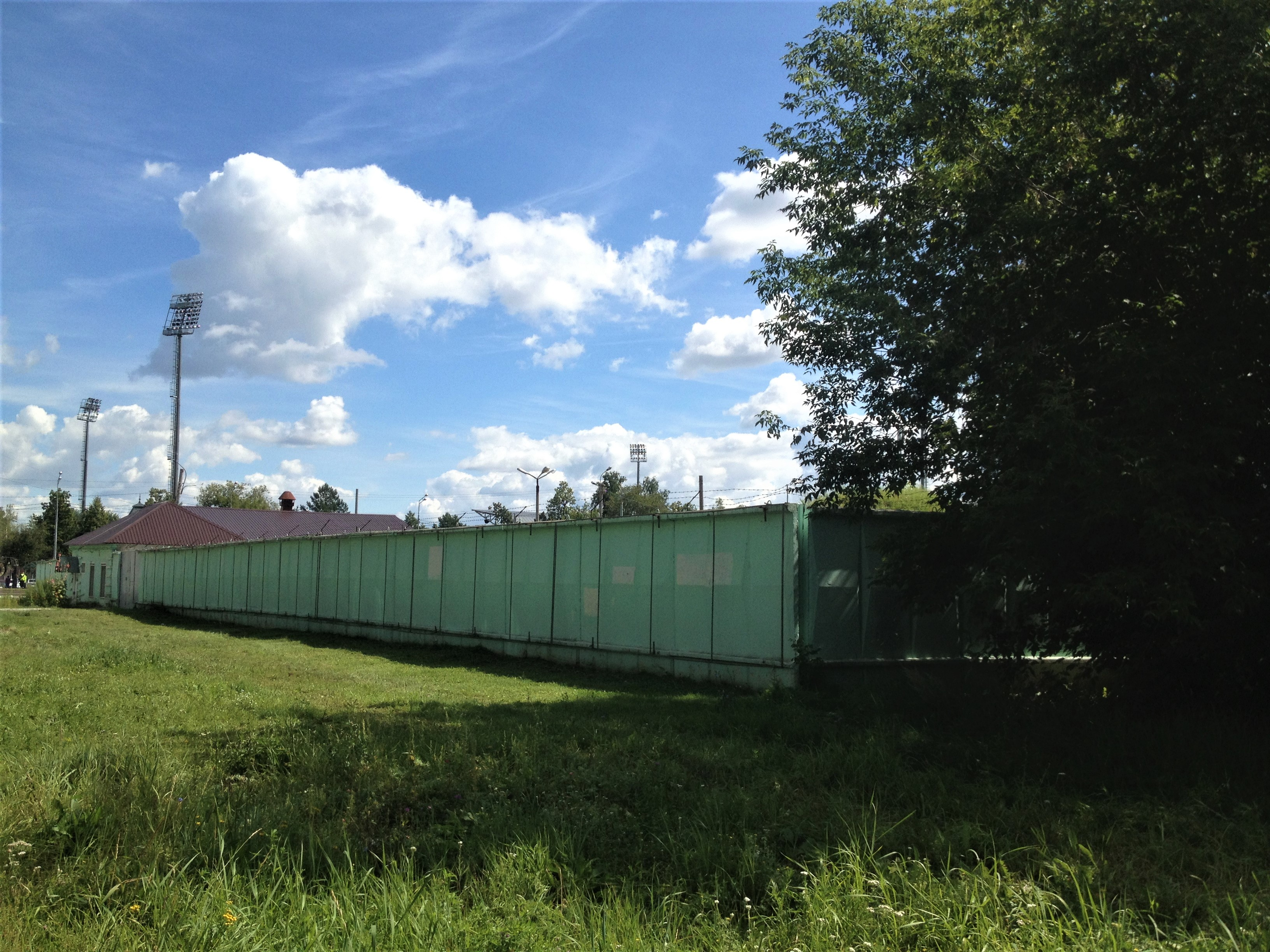
Левая сторона проезжей части ул. Тимирязева у соприкосновении с ул. Копылова
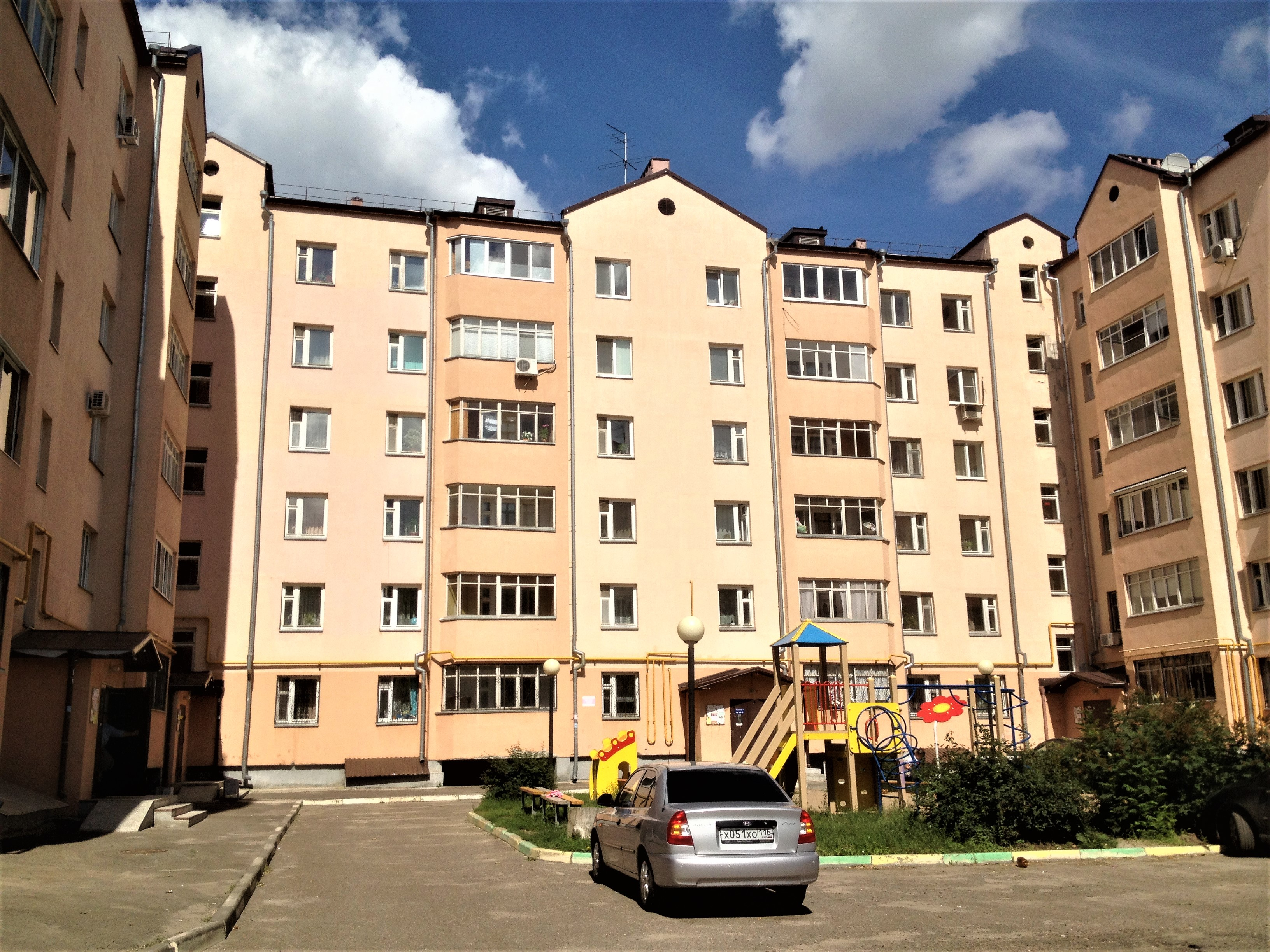
Улица Тимирязева, дом 1 А
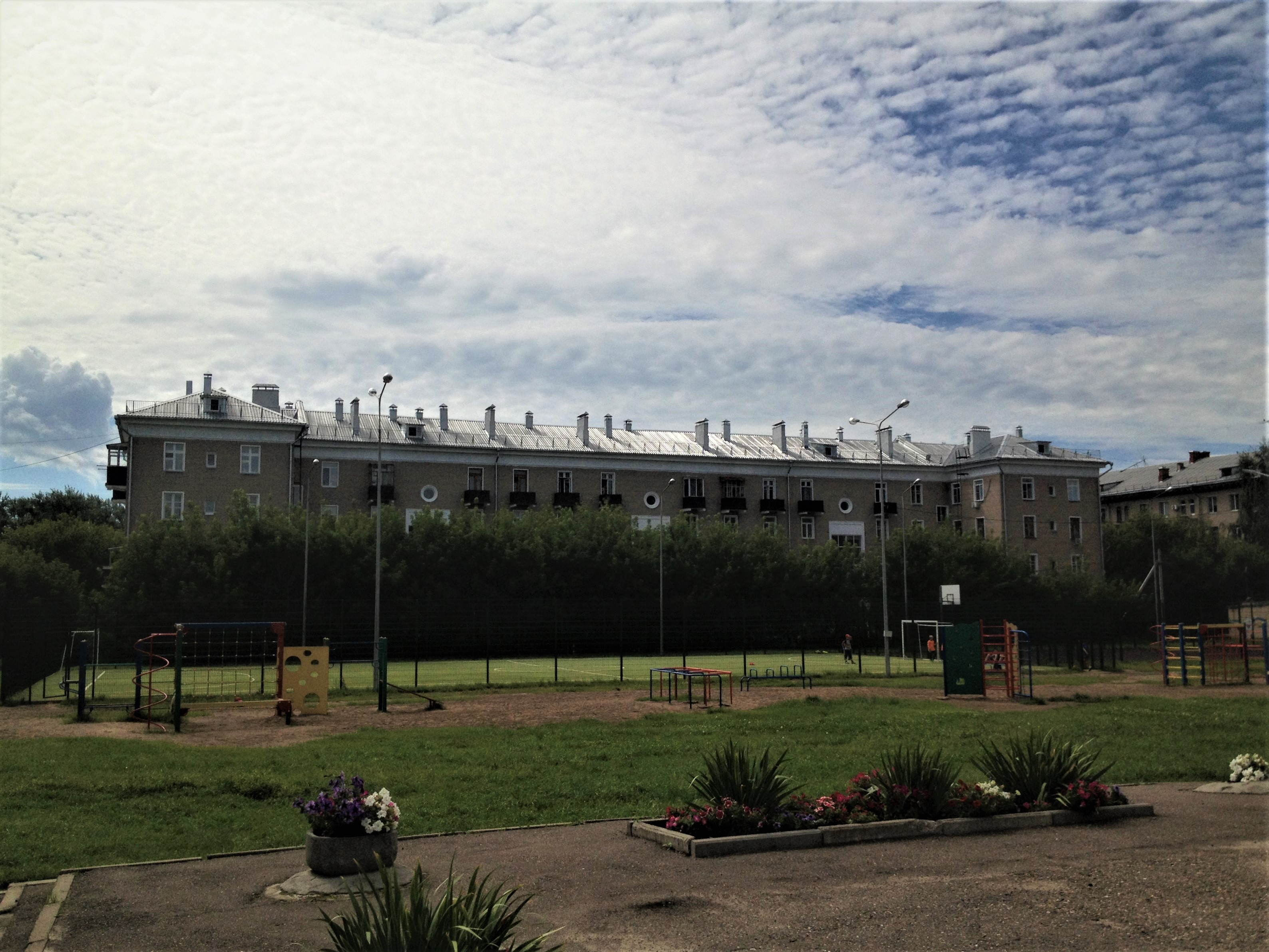
Улица Тимирязева, дом 6
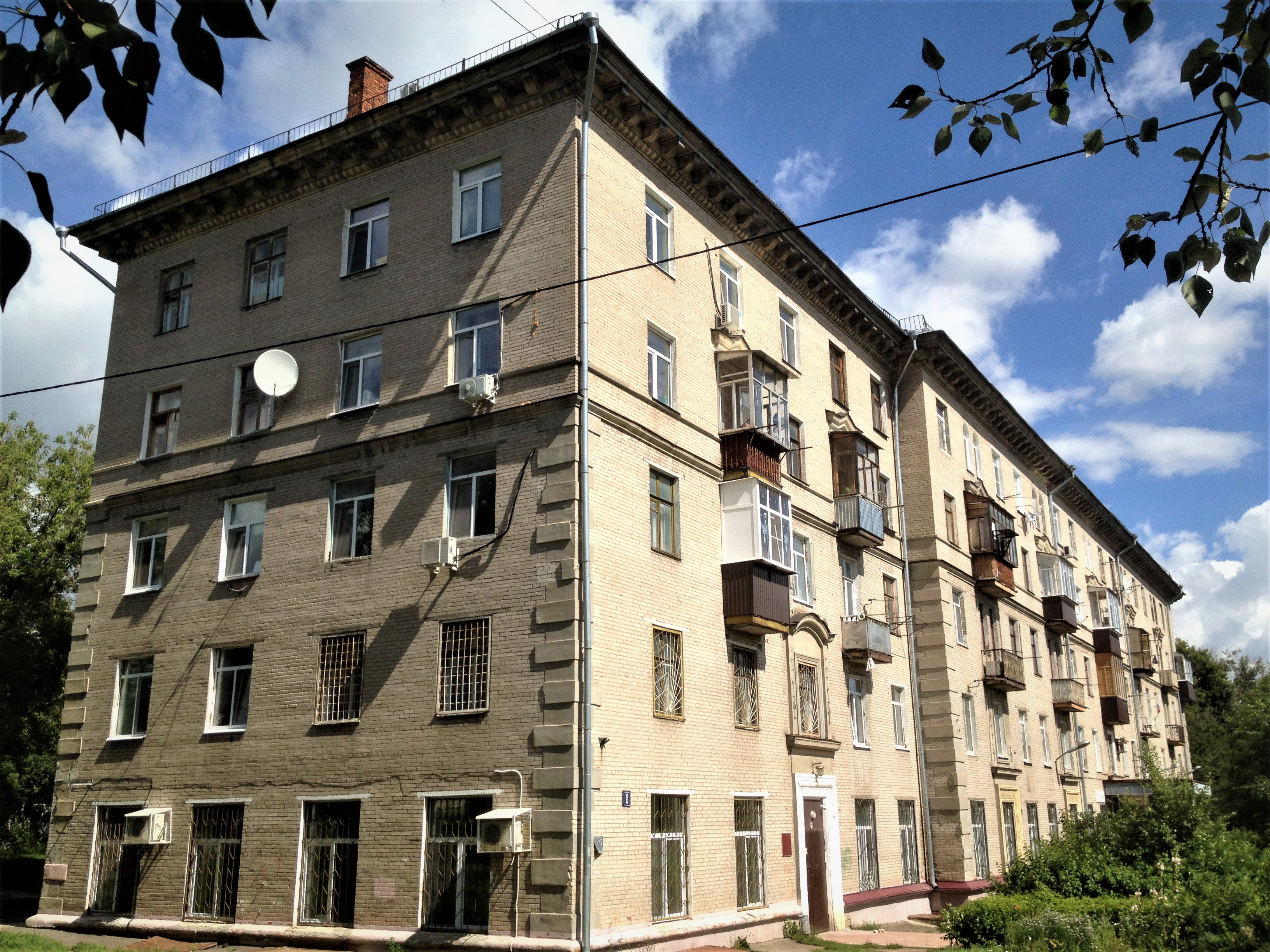
Улица Тимирязева, дом 8

## Современное состояние

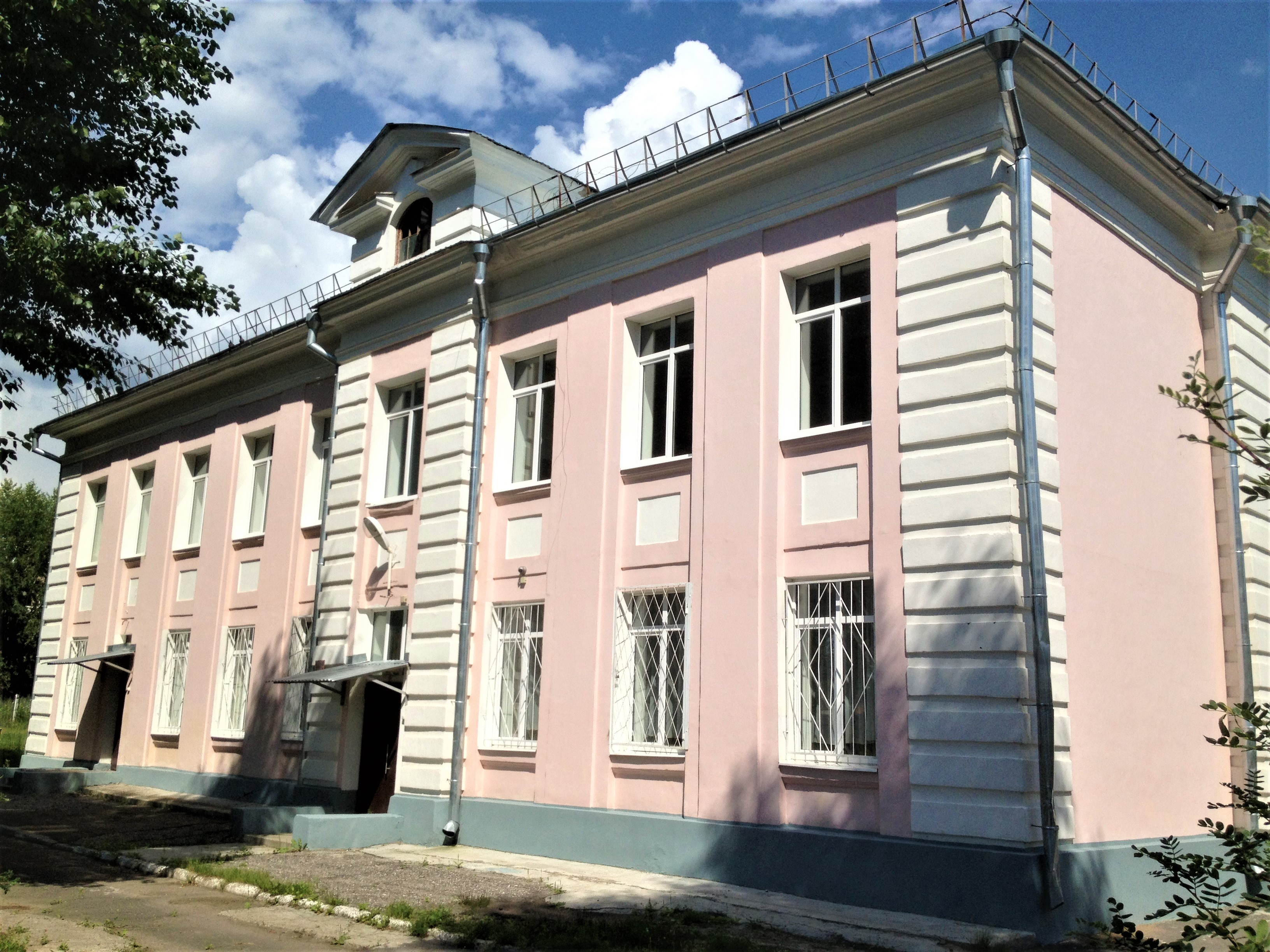
Улица Тимирязева, дом 3 (Казанская школа-интернат № 1)

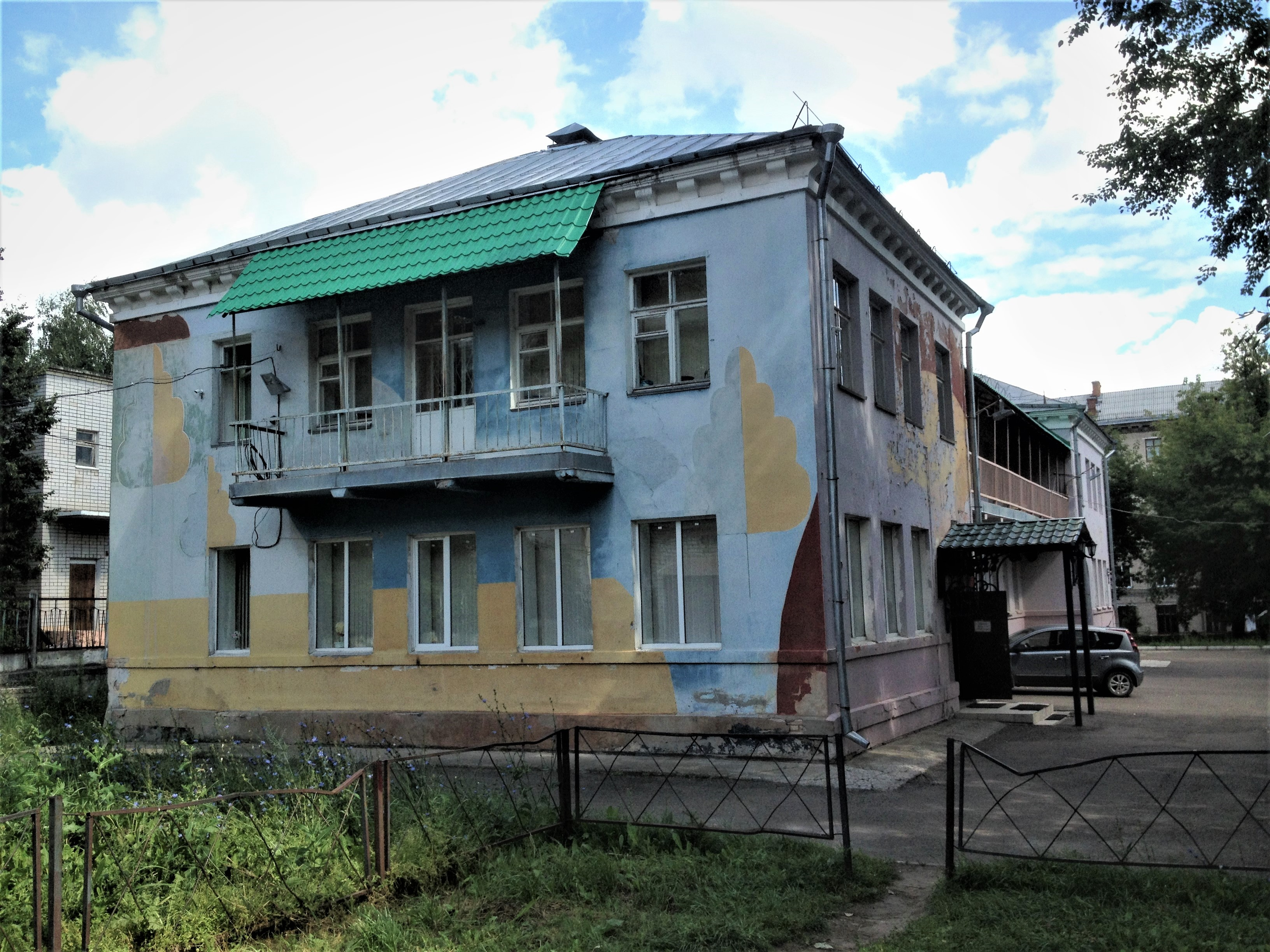
Улица Тимирязева, дом 8 А (Республиканский центр внешкольной работы)

Общая протяжённость улицы составляет 515 метров.
На улице Тимирязева находятся дома с номерами: 1 А, 3, 3 к. 1, 4, 6, 8, 8 А, 10 / 2 (2 / 10 по улице Челюскина).

## Объекты
- № 1а — в этом доме располагался детский сад № 40 моторостроительного завода (здание снесено)[11]
- №№ 2/1, 4, 6, 10/2 — жилые дома авиазавода.[12]
- № 3, 3 к1 — Казанская школа-интернат № 1.[13] Учреждение было создана приказом  Городского отдела народного образования г. Казани № 429 от  26 июля 1956 года  как  школа-интернат для детей с недостатками умственного и физического развития.[14]

- № 8 — жилой дом авиазавода. В этом доме располагаются службы Отдела социальной защиты Авиастроительного района.[15]
- № 8а — ГБУДО «Республиканский центр внешкольной работы» (создан в 1992 году).[16]